# Ludvig Fritzson
Nils Ludvig Fritzson (Mölltorp, 25 agosto 1995) è un calciatore svedese, centrocampista dello Zagłębie Lubin.

## Carriera

### Club
Nel 2013 e nel 2014 ha preso parte al campionato di quarta serie nazionale (Division 2) con la maglia del Tibro AIK.
A partire dalla stagione 2015, insieme al fratello maggiore Hannes, si è trasferito al Degerfors, nel campionato di Superettan. Ha iniziato la stagione rimanendo in panchina o subentrando nei minuti finali, ma il 3 giugno 2015 ha giocato la sua prima partita da titolare contro quella che sarà la sua squadra successiva, l'Östersund. In quell'occasione il Degerfors ha perso 3-2, ma entrambi i gol dei biancorossi sono stati segnati dallo stesso Ludvig Fritzson, che da quel momento ha conquistato la fiducia dell'allenatore ed è sempre partito dal primo minuto nelle gare a seguire fino al termine della stagione. A differenza del fratello Hannes, che ha continuato la carriera nelle serie minori, Ludvig ha continuato a far parte del Degerfors, giocando titolare quasi tutte le partite della Superettan 2016.
Dopo le 50 partite giocate nel campionato di seconda serie, nel gennaio 2017 Fritzson è stato ingaggiato dall'Östersund con un anno di anticipo rispetto alla scadenza contrattuale.
Ad aprile la squadra ha vinto la sua prima Coppa di Svezia, ma il giocatore non figurava tra i convocati. Durante il suo primo campionato giocato nella massima serie svedese, ha collezionato 13 presenze di cui 9 da titolare. Il 28 settembre 2017 ha giocato la sua unica partita in Europa League, entrando in campo al minuto 88 della sfida vinta contro l'Hertha Berlino e valida per la fase a gironi. Nel corso della stagione successiva ha continuato ad alternare presenze da titolare e da panchinaro sia prima che dopo l'addio dell'allenatore Graham Potter, sostituito da un altro inglese quale Ian Burchnall. La squadra rossonera, complici alcuni problemi economici e societari, è retrocessa al termine dell'Allsvenskan 2021. Fritzson ha disputato con l'Östersund anche il campionato di Superettan 2022, che ha visto la squadra evitare la retrocessione diretta all'ultima giornata per poi salvarsi agli spareggi (in cui ha segnato anche una rete), infine si è svincolato.
In vista della stagione 2023 è tornato a far parte di una squadra del campionato di Allsvenskan quale il neopromosso Brommapojkarna, con cui ha firmato un accordo biennale. In queste due stagioni è stato perlopiù titolare fisso, partecipando attivamente al raggiungimento della salvezza in entrambe le occasioni.
Scaduto il contratto, il 14 gennaio 2025 è stato ingaggiato a parametro zero dai polacchi dello Zagłębie Lubin con un contratto fino al 30 giugno 2026.

### Nazionale
Nel 2015 ha giocato una partita nella nazionale svedese Under-20.

## Palmarès

### Club

#### Competizioni nazionali
- Coppa di Svezia: 1

Östersund: 2016-2017